# 想い出の渚
「想い出の渚」（おもいでのなぎさ）は、1966年11月5日に発売されたザ・ワイルドワンズのメジャー・デビュー・シングル。

## 解説
詞は鳥塚繁樹が作ったものをベースとし、メンバー全員で語感を整えて完成。全員での共同制作だが、鳥塚がクレジットされた（以後、全員で作詞したものはワイルドワンズ名義になっている）。作曲は加瀬邦彦。
加瀬の演奏する12弦ギターで大ヒットし、100万枚以上を売り上げた。
東芝音楽工業が有する洋楽レーベルのひとつだったキャピトル・レコードから発売された。
発売当時はモノラル・ミックスでのシングル発売だったが、後に発売されたLPではステレオ・ミックスされて発売されている。
また、1971年には川口真のアレンジバージョンによる『思い出の渚'71』をシングル盤として発売している。
B面は「ユア・ベイビー」（作詞：安井かずみ　作曲：加瀬邦彦）。「ユア・ベイビー」は、もともと寺内タケシとブルージーンズが、1965年にレコードで発売した楽曲で当時のエレキ・バンドでは珍しいヴォーカル入りの作品だった。

## 収録曲
1. 想い出の渚
  - 作詞:鳥塚繁樹／作曲:加瀬邦彦／編曲:森岡賢一郎
2. ユア・ベイビー
  - 作詞:安井かずみ／作曲・編曲:加瀬邦彦

## カバー
- 1971年、ジャッキー吉川とブルー・コメッツがニュー・ロックにしてカバー。アルバム『G.S.R.』に収録。
- 1976年、キャンディーズがライブ・アルバム『蔵前国技館10,000人カーニバルVol.2 キャンディーズ・ライブ』でカバー。
- 1977年、メイジャー・チューニング・バンドがメドレー曲「ソウル・これっきりですよ!!」（同名シングルに収録）の1曲として歌唱。
- 1978年、ザ・ハンダースが「ハンダースの想い出の渚」としてカバー。シングルが発売された。
- 1989年、ザ・マイクハナサーズがメドレー曲「ブルー・シャトウを君だけに」（シングル『二人でカンパイ!』に収録）の1曲として歌唱。
- 2007年の同名映画『想い出の渚』の主題歌として使われ、石橋保によってカバーされた。
- Mi-Keが1991年にアルバム「想い出のG.S.九十九里浜」でカヴァー。この時鳥塚繁樹がゲストボーカルとして参加している[2]。
- 2003年、BEGINがアルバム『ビギンの一五一会 58ドライブ』でカバーした。
- 2007年、天童よしみがアルバム『よしみコレクション～歌心名曲選II～』でカバーした。
- 2008年発売、近田春夫&ハルヲフォンのアルバム『リメンバー・グループ・サウンズ』でザ・グループ・サウンズがカバーした。
- 2010年、加山雄三がアルバム『若大将50年!』でカバーした。
- 2013年発売、アルバム『昭和ニッポンII』で野呂一生と天野清継の音楽ユニット、「お気楽ギグ」がカバーした（歌なし）。
- 2019年、吉幾三がアルバム『 あの頃の青春を詩う vol.4 グループサウンズ編』でカバーした。
- 2019年、桑田佳祐がライブビデオ『平成三十年度! 第三回ひとり紅白歌合戦』でカバーした。